# Галтель (округлення)

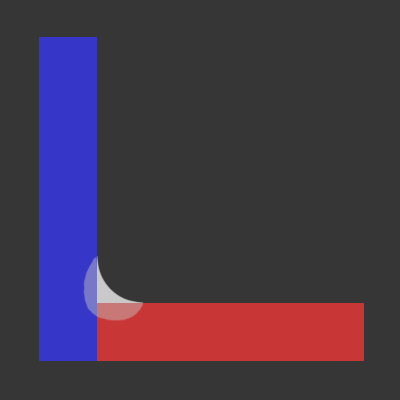

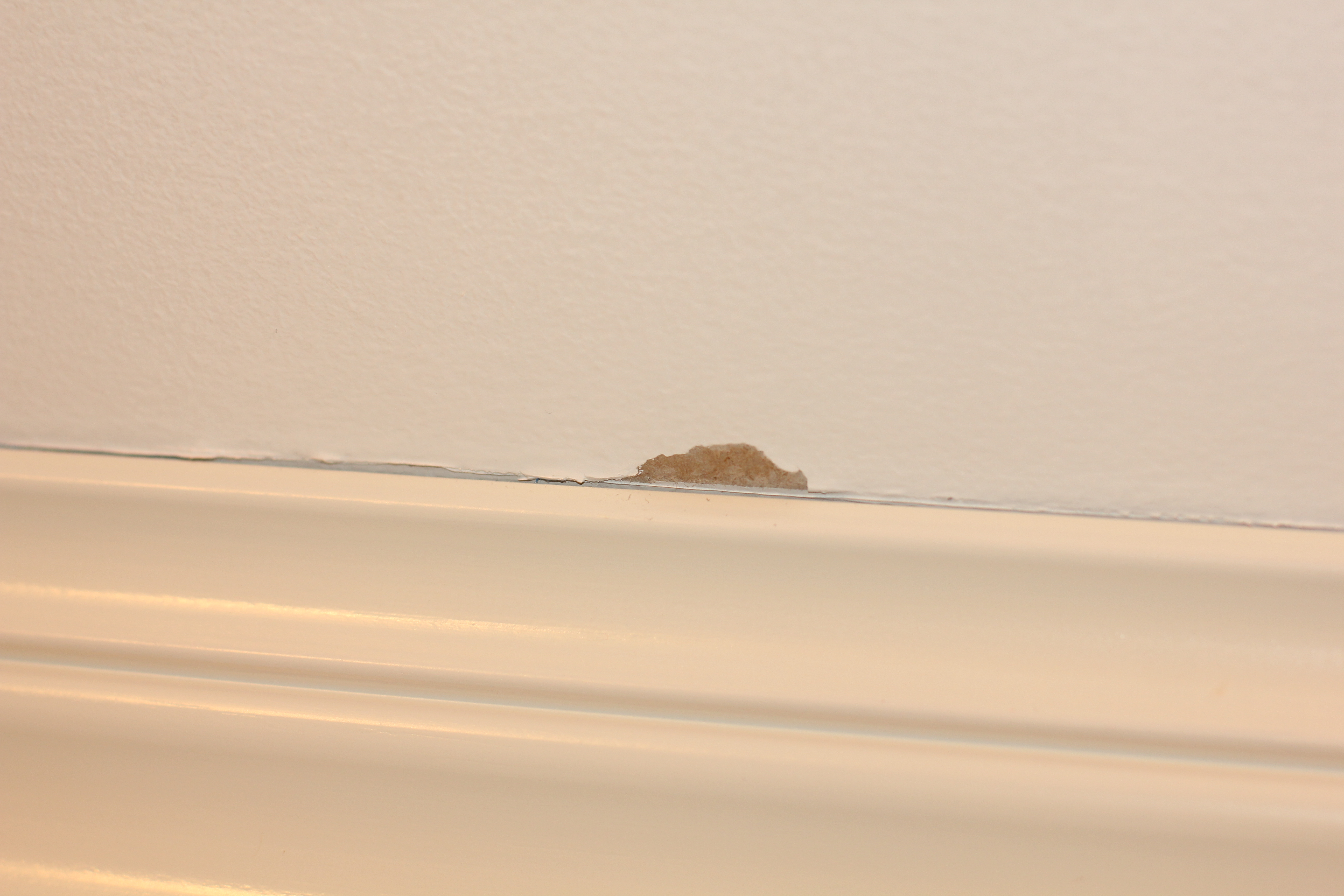
Галтель у плінтусі.

Га́лтель (від нім. Hohlkehle — жолобок, виїмка) — форма поверхні у вигляді жолобка, виїмки на зовнішньому або внутрішньому ребрі деталі. 
Наприклад:
Закруглений жолобок (виїмка) на ребрі столярних деталей.
Планка, що прикриває стики деталей (наприклад, меблів). У будівництві зазвичай [джерело не зазначено 896 днів] позначає планку, що прикриває стик між стіною і стелею.
Заокруглення внутрішніх та зовнішніх кутів на деталях машин для підвищення міцності шляхом більш рівномірного розподілу поверхневих напруг на них. Застосовують також для полегшення виготовлення деталей литтям, штампуванням, куванням.
Форма застиглого припою, що формує паяне з'єднання деталей.